# 15732 Vitusbering
15732 Vitusbering eller 1990 VZ5 är en asteroid i huvudbältet som upptäcktes den 15 november 1990 av den belgiske astronomen Eric W. Elst vid La Silla-observatoriet. Den är uppkallad efter upptäcktsresanden Vitus Bering.
Asteroiden har en diameter på ungefär 15 kilometer och den tillhör asteroidgruppen Veritas.